# Kézdioroszfalu
Kézdioroszfalu (románul Ruseni) egykor önálló község, 1956 óta Kézdivásárhely településrésze. 

## Fekvése
Kézdivásárhely keleti szomszédságában, a Kászon-pataka két partján fekszik.

## Története
1567-ben Orozfalu néven említik. 1910-ben 428 lakosából 422 magyar, 2 román, 1 német volt. A trianoni békeszerződésig Háromszék vármegye Kézdi járásához tartozott. 1956 óta Kézdivásárhely településrésze.

## Nevezetességei
- „Fortyogó” nevű szénsavas-vasas gyógyfürdő.[5]
- Szálloda, étterem, lovasközpont[forrás?]